# Jean-René Vernes
Pour les articles homonymes, voir Vernes.
Jean-René Vernes, né le 13 avril 1914 à Paris et mort le 13 septembre 2012 à Aix-en-Provence, est un enseignant de philosophie, inventeur de jeux, théoricien du jeu de bridge, et auteur d'ouvrages. Il est principalement connu pour sa règle empirique concernant les enchères du bridge, souvent appelée Loi de Vernes.

## Biographie

### Famille et formation
Il descend d'une famille protestante célèbre : Jacob Vernes (1728-1791) fut prédicateur à Genève, ce qui vaut à Jean-René la nationalité suisse bien qu'il ait toujours résidé en France. Son grand-père Charles Vernes (1844-1933) fut pasteur et président du Consistoire des églises réformées de Paris et de la Seine. Un autre ancêtre nommé Charles Vernes (1786-1858) fut banquier et fondateur de banque.
Il passe son enfance à Strasbourg, où il est scolarisé tardivement. Il fait ensuite des études de lettres et de philosophie. Après 3 ans de service militaire, il reste mobilisé après la déclaration de guerre comme lieutenant d'artillerie. Fait prisonnier par les allemands en mai 1940, il passe le reste de la guerre dans un camp de prisonniers.

### Enseignant
Après guerre, il enseigne la philosophie dans un lycée. À partir de 1950, il développe et perfectionne des jeux de société. C'est aussi à cette époque que commence son intérêt pour la théorie des enchères du jeu de bridge.

### Créateur de jeux
Il a conçu, expérimenté puis amélioré 4 jeux de société : La Conquête du monde (1957) avec Albert Lamorisse, Rome et Carthage (1951) aussi appelé Méditerranée, Le Tordu (1963) et Risk (1957). Ce dernier a résulté d'une évolution de la La Conquête du monde, réalisée après un changement d'éditeur, et a connu lui-même plusieurs évolutions.

### Théoricien du bridge
La Loi des levées totales (1956), aussi connue sous le nom de Loi de Vernes, est un apport majeur à la théorie des enchères du jeu de bridge. Pour établir cette loi, Jean-René Vernes prend contact avec Bernard Charles, professeur de mathématiques et statistiques et doyen de la faculté des sciences de Montpellier.
Jean-René Vernes fait, de 1955 à 1965, un immense travail manuel et intellectuel de compilation de 3000 donnes de bridge, qui l'amène à énoncer la Loi. À partir de 1965, il utilise les royalties que lui fournit l'édition de ses jeux de société pour embaucher un collaborateur, qui étoffe le fichier, et pour rémunérer des joueurs professionnels afin de créer un véritable système d'enchères compétitives utilisant la Loi. Des étudiants de Bernard Charles participent aussi à ce travail de numérisation et de calculs statistiques, au terme duquel près de 60.000 donnes de bridge ont été analysées.
Découverte par J.-R. Vernes en 1956, la Loi de Vernes a fait l'objet de 2 publications majeures par l'auteur, en 1966 et en 1995. Elle a profondément influencé l'enseignement du bridge et les méthodes d'enchères, en France comme à l'étranger,. J.-R. Vernes lui-même estime que sa Loi n'a été adoptée dans le monde entier qu'après la publication des livres de Larry Cohen de 1992 et de 1995.

## Publications
La BnF recense 13 ouvrages qu'il a écrits, dont cinq livres de philosophie, sept livres sur le jeu de bridge, et Qui a dit ça, un livre-jeu de 300 questions sur la politique.
Il a aussi écrit de nombreux articles dans des journaux spécialisés, dont l'article fondateur de la Loi de Vernes à l'étranger : The Law of Total Tricks, The Bridge World, juin 1969.
Curieusement, Jean-René Vernes se considérait lui-même avant tout comme un philosophe. Pourtant, ses cinq ouvrages de philosophie des sciences, qui gravitent autour de Pascal, Descartes, Kant et Hume, parus bien après la période où il enseignait la philosophie, semblent avoir été vite oubliés.